# Partiet för demokratisk aktion
Partiet för demokratisk aktion, SDA (bosniska Stranka Demokratske Akcije), är ett bosniakiskt nationellt parti som bildades 1990 av Alija Izetbegović, Muhamed Filipović och Fikret Abdić.